# Copa Perú 2008
La Copa Perú 2008 fue la edición número 36 en la historia de la competición y se disputó entre los meses de febrero y diciembre con la participación de equipos de cada "Liga Distrital" del Perú.
El torneo finalizó el 11 de diciembre tras disputarse la última fecha del cuadrangular final consagrándose campeón Sport Huancayo. Junto a este club ascendió al Campeonato Descentralizado 2009 el subcampeón Colegio Nacional Iquitos. Además ascendieron a
la Segunda División Peruana 2009 Atlético Torino de Talara, Cobresol FBC de Moquegua e IDUNSA de Arequipa.

## Etapa Regional
Las tres primeras etapas de la Copa Perú llamadas "Distrital", "Provincial" y "Departamental" se disputaron entre el 1 de febrero y el 15 de septiembre clasificando dos equipos por cada Departamento del Perú a la "Etapa Regional", exceptuando Lima que adicionalmente clasificó a los finalistas de su "Departamental" 2007: Óscar Benavides de Ate y Cooperativa Bolognesi de Barranco. Mientras que la Provincia Constitucional del Callao clasificó tres clubes a esta ronda. A estos equipos se unieron los dos descendidos de la Segunda División Peruana 2007: Unión Huaral y Club Deportivo Alfonso Ugarte.

### Región I
| Departamento | Club                       | Ciudad      |
| ------------ | -------------------------- | ----------- |
| Amazonas     | Agricobank San Lorenzo     | Bagua       |
| Amazonas     | Higos Urco                 | Chachapoyas |
| Lambayeque   | Deportivo Pomalca          | Pomalca     |
| Lambayeque   | Universidad Señor de Sipán | Chiclayo    |
| Piura        | Atlético Torino            | Talara      |
| Piura        | Olimpia FC                 | La Unión    |
| Tumbes       | Renovación Pacífico        | Tumbes      |
| Tumbes       | Sport Buenos Aires         | Tumbes      |

#### Grupo A
| Equipo             | PJ | PG | PE | PP | GF | GC | DG  | Pts |
| ------------------ | -- | -- | -- | -- | -- | -- | --- | --- |
| Atlético Torino    | 5  | 4  | 0  | 1  | 21 | 3  | +18 | 12  |
| Deportivo Pomalca  | 5  | 3  | 0  | 2  | 13 | 8  | +5  | 9   |
| Sport Buenos Aires | 5  | 2  | 1  | 2  | 10 | 11 | -1  | 7   |
| Higos Urco         | 5  | 0  | 1  | 5  | 5  | 27 | -22 | 1   |

- La última fecha de este grupo no fue disputada por acuerdo entre los clubes clasificando a la siguiente fase Atlético Torino.[1]

#### Grupo B
| Equipo               | PJ | PG | PE | PP | GF | GC | DG  | Pts |
| -------------------- | -- | -- | -- | -- | -- | -- | --- | --- |
| Renovación Pacífico  | 6  | 4  | 2  | 0  | 14 | 7  | +7  | 14  |
| Olimpia FC           | 6  | 3  | 1  | 2  | 16 | 6  | +10 | 10  |
| Univ. Señor de Sipán | 6  | 2  | 3  | 1  | 15 | 8  | +7  | 9   |
| Agricobank           | 6  | 0  | 0  | 6  | 6  | 30 | -24 | 0   |

#### Final regional
| Local ida           | Resultado global | Local vuelta    | Ida | Vuelta |
| ------------------- | ---------------- | --------------- | --- | ------ |
| Renovación Pacífico | 1-2              | Atlético Torino | 1:0 | 0:2    |

### Región II
| Departamento | Club                | Ciudad      |
| ------------ | ------------------- | ----------- |
| Áncash       | Amenaza Verde FBC   | Huaraz      |
| Áncash       | CSD Tayca Chilcal   | Huarmey     |
| Cajamarca    | Comerciantes Unidos | Cutervo     |
| Cajamarca    | San Cayetano        | Celendín    |
| La Libertad  | Carlos A. Mannucci  | Trujillo    |
| La Libertad  | Defensor Porvenir   | El Porvenir |
| San Martín   | Santa Rosa          | Morales     |
| San Martín   | Huallaga FBC        | Saposoa     |

#### Grupo A
| Equipo            | PJ | PG | PE | PP | GF | GC | DG  | Pts |
| ----------------- | -- | -- | -- | -- | -- | -- | --- | --- |
| Defensor Porvenir | 6  | 4  | 1  | 1  | 12 | 6  | +6  | 13  |
| Amenaza Verde FBC | 6  | 3  | 1  | 2  | 10 | 10 | 0   | 10  |
| Santa Rosa        | 6  | 3  | 0  | 3  | 21 | 10 | +11 | 9   |
| San Cayetano*     | 6  | 1  | 0  | 5  | 3  | 20 | -17 | 3   |

- San Cayetano se retiró en la fecha 5, debido a un accidente que sufrió cuando 3 de sus jugadores perdieron la vida. Se decidió dar 3 puntos y 2 goles a favor del Defensor Porvenir y Amenaza Verde en los partidos que no jugaron aplicando la regla del walkover.[2]

#### Grupo B
| Equipo              | PJ | PG | PE | PP | GF | GC | DG  | Pts |
| ------------------- | -- | -- | -- | -- | -- | -- | --- | --- |
| Comerciantes Unidos | 6  | 4  | 2  | 0  | 9  | 2  | +7  | 14  |
| Huallaga FBC        | 6  | 3  | 1  | 2  | 10 | 4  | +6  | 10  |
| Carlos A. Mannucci  | 5* | 2  | 1  | 2  | 4  | 7  | -3  | 7   |
| Tayca Chical        | 5* | 0  | 0  | 5  | 0  | 10 | -10 | 0   |

- Mannucci y Taycal Chical decidieron no jugar su partido de la última fecha para no hacer un gasto económico innecesario pues ambos estaban eliminados.[3]

#### Final regional
- No se disputó

### Región III
| Departamento | Club                             | Ciudad     |
| ------------ | -------------------------------- | ---------- |
| Loreto       | Colegio Nacional Iquitos         | Iquitos    |
| Loreto       | Atlético Deportivo Oriente (ADO) | Iquitos    |
| Ucayali      | Tecnológico Suiza                | Campoverde |
| Ucayali      | Santa Rosa                       | Pucallpa   |

| Equipo      | PJ | PG | PE | PP | GF | GC | DG | Pts |
| ----------- | -- | -- | -- | -- | -- | -- | -- | --- |
| CNI         | 6  | 4  | 1  | 1  | 14 | 7  | +7 | 13  |
| Tecnológico | 6  | 2  | 3  | 1  | 8  | 7  | +1 | 9   |
| Santa Rosa  | 6  | 2  | 0  | 4  | 6  | 10 | -4 | 6   |
| ADO         | 6  | 1  | 2  | 3  | 7  | 11 | -4 | 5   |

### Región IV
| Departamento | Club                  | Ciudad      |
| ------------ | --------------------- | ----------- |
| Callao       | Atlético Chalaco      | Callao      |
| Callao       | Pilsen Callao *       | Callao      |
| Callao       | Deportivo SIMA        | Callao      |
| Lima         | Íntimos Cable Visión  | Ate-Vitarte |
| Lima         | Unión Supe            | Supe        |
| Lima         | Unión Huaral          | Huaral      |
| Lima         | Cooperativa Bolognesi | Barranco    |
| Lima         | Oscar Benavides FBC   | Ate-Vitarte |

- Pertenece a la Liga Distrital de Dulanto.

#### Primera ronda
| Local ida             | Resultado global | Local vuelta         | Ida | Vuelta |  |
| --------------------- | ---------------- | -------------------- | --- | ------ |  |
| Oscar Benavides       | 0:2              | Atlético Chalaco     | 0:0 | 0:2    |  |
| Pilsen Callao         | 1:7              | Unión Supe           | 1:2 | 0:5    |  |
| Cooperativa Bolognesi | 0:0 3-4(p)       | Unión Huaral         | 0:0 | 0:0    |  |
| Deportivo SIMA        | 0:5              | Íntimos Cable Visión | 0:1 | 0:4    |  |

#### Semifinal
| Local ida            | Resultado global | Local vuelta     | Ida   | Vuelta |
| -------------------- | ---------------- | ---------------- | ----- | ------ |
| Unión Supe           | 3 - 1            | Atlético Chalaco | 2 - 1 | 1 - 0  |
| Íntimos Cable Visión | 3 - 2            | Unión Huaral     | 2 - 1 | 1 -1   |

#### Final regional
|                      | Resultado |            |
| -------------------- | --------- | ---------- |
| Íntimos Cable Visión | 2-1       | Unión Supe |

### Región V
| Departamento | Club                | Ciudad         |
| ------------ | ------------------- | -------------- |
| Huánuco      | Alianza Universidad | Huánuco        |
| Huánuco      | León de Huánuco     | Huánuco        |
| Junín        | Wanka FC            | Sapallanga     |
| Junín        | Sport Huancayo      | El Tambo       |
| Pasco        | Deportivo Municipal | Yanahuanca     |
| Pasco        | Unión Minas         | Cerro de Pasco |

#### Grupo A
| Equipo          | PJ | PG | PE | PP | GF | GC | DG | Pts |
| --------------- | -- | -- | -- | -- | -- | -- | -- | --- |
| Sport Huancayo  | 4  | 2  | 0  | 2  | 8  | 4  | +4 | 6   |
| Municipal       | 4  | 2  | 0  | 2  | 3  | 4  | -1 | 6   |
| León de Huánuco | 4  | 2  | 0  | 2  | 4  | 7  | -3 | 6   |

- Al haber triple empate en la tabla se decidió jugar dos partidos extras en el cual dos equipos se enfrentaban en el primer juego y el ganador de éste enfrentaba al tercer equipo para definir al clasificado a la Etapa Nacional.[4]

Desempate En el Estadio Distrital de Chorrilos, Lima.
|                | Resultado |                 |
| -------------- | --------- | --------------- |
| Sport Huancayo | 2:1       | León de Huánuco |
| Sport Huancayo | 3:1       | Municipal       |

#### Grupo B
| Equipo              | PJ | PG | PE | PP | GF | GC | DG | Pts |
| ------------------- | -- | -- | -- | -- | -- | -- | -- | --- |
| Alianza Universidad | 4  | 3  | 0  | 1  | 10 | 4  | +6 | 9   |
| Wanka FC            | 4  | 3  | 0  | 1  | 9  | 6  | +3 | 9   |
| Unión Minas         | 4  | 0  | 0  | 4  | 0  | 9  | -9 | 0   |

Desempate
|                     | Resultado  |          |
| ------------------- | ---------- | -------- |
| Alianza Universidad | 0:0 5-4(p) | Wanka FC |

#### Final regional
- No se disputó

### Región VI
| Departamento | Club                | Ciudad       |
| ------------ | ------------------- | ------------ |
| Ayacucho     | Sport Huamanga      | Ayacucho     |
| Ayacucho     | Deportivo Municipal | Huamanga     |
| Huancavelica | Deportivo Municipal | Acobamba     |
| Huancavelica | Deportivo Municipal | Acoria       |
| Ica          | Deportivo UNICA     | Ica          |
| Ica          | Juventud Guadalupe  | Vista Alegre |

#### Grupo A
| Equipo               | PJ | PG | PE | PP | GF | GC | DG | Pts |
| -------------------- | -- | -- | -- | -- | -- | -- | -- | --- |
| Municipal (Acoria)   | 4  | 2  | 0  | 2  | 5  | 10 | -5 | 6   |
| Deportivo UNICA      | 4  | 1  | 2  | 1  | 9  | 3  | +6 | 5   |
| Municipal (Huamanga) | 4  | 1  | 2  | 1  | 5  | 6  | -1 | 5   |

##### Fixture - Grupo A
|              |                     |                       |           |                       |
| Ciudad       | Estadio             | Local                 | Resultado | Visita                |
| Ica          | Picasso Peratta.    | Deportivo UNICA       | 1 – 1     | Municipal de Huamanga |
| Ayacucho     | Ciudad de Cumana    | Municipal de Huamanga | 2 – 1     | Municipal de Acoria   |
| Huancavelica | IPD de Huancavelica | Municipal de Acoria   | 1 – 0     | Deportivo UNICA       |
| Ayacucho     | Ciudad de Cumana    | Municipal de Huamanga | 1 – 1     | Deportivo UNICA       |
| Huancavelica | IPD de Huancavelica | Municipal de Acoria   | 3 – 1     | Municipal de Huamanga |
| Ica          | Picasso Peratta     | Deportivo UNICA       | 7 – 0     | Municipal de Acoria   |

#### Grupo B
| Equipo               | PJ | PG | PE | PP | GF | GC | DG | Pts |
| -------------------- | -- | -- | -- | -- | -- | -- | -- | --- |
| Sport Huamanga       | 4  | 3  | 1  | 0  | 6  | 1  | +5 | 10  |
| Juventud Guadalupe   | 4  | 1  | 2  | 1  | 4  | 3  | +1 | 5   |
| Municipal (Acobamba) | 4  | 0  | 1  | 3  | 2  | 8  | -6 | 1   |

##### Fixture - Grupo B
|              |                     |                       |           |                       |
| Ciudad       | Estadio             | Local                 | Resultado | Visita                |
| Ayacucho     | Ciudad de Cumana    | Sport Huamanga        | 1 – 0     | Municipal de Acobamba |
| Huancavelica | IPD de Huancavelica | Municipal de Acobamba | 1 – 1     | Juventud Guadalupe    |
| Nasca        | Municipal de Nasca  | Juventud Guadalupe    | 0 – 0     | Sport Huamanga        |
| Huancavelica | IPD de Huancavelica | Municipal de Acobamba | 1 – 3     | Sport Huamanga        |
| Nasca        | Municipal de Nasca  | Juventud Guadalupe    | 3 – 0     | Municipal de Acobamba |
| Ayacucho     | Ciudad de Cumana    | Sport Huamanga        | 2 – 0     | Juventud Guadalupe    |

#### Final regional
- No se disputó

### Región VII
| Departamento | Club                | Ciudad   |
| ------------ | ------------------- | -------- |
| Arequipa     | IDUNSA              | Arequipa |
| Arequipa     | Defensor Piérola    | Camaná   |
| Moquegua     | Cobresol FBC        | Moquegua |
| Moquegua     | Atlético Huracán    | Moquegua |
| Tacna        | Deportivo Dinamo    | Ilabaya  |
| Tacna        | Deportivo Municipal | Locumba  |

#### Grupo A
| Equipo           | PJ | PG | PE | PP | GF | GC | DG  | Pts |
| ---------------- | -- | -- | -- | -- | -- | -- | --- | --- |
| Cobresol FBC     | 4  | 3  | 0  | 1  | 16 | 4  | +12 | 9   |
| Defensor Piérola | 4  | 2  | 1  | 1  | 8  | 4  | +4  | 7   |
| Dinamo           | 4  | 0  | 1  | 3  | 2  | 18 | -16 | 1   |

| \| Jor. \| Fecha \| Estadio \| Ciudad \| Local \| Score \| Visitante \| \| ---- \| ---------- \| ---------------- \| --------- \| ---------------- \| ----- \| ---------------- \| \| 1º \| 21-09-2008 \| Heroes Estuquiña \| Estuquiña \| Cobresol FBC \| 9–0 \| Dinamo \| \| 2º \| 24-09-2008 \| Jorge Basadre \| Tacna \| Dinamo \| 1-1 \| Defensor Pierola \| \| 3º \| 28-09-2008 \| 9 Noviembre \| Camaná \| Defensor Pierola \| 3-1 \| Cobresol FBC \| \| 4º \| 05-10-2008 \| Jorge Basadre \| Tacna \| Dinamo \| 1-4 \| Cobresol FBC \| \| 5º \| 08-10-2008 \| 9 Noviembre \| Camaná \| Defensor Pierola \| 4-0 \| Dinamo \| \| 6º \| 12-10-2008 \| Heroes Estuquiña \| Estuquiña \| Cobresol FBC \| 2-0 \| Defensor Pierola \| |            |                  |           |                  |       |                  |
| Jor. | Fecha      | Estadio          | Ciudad    | Local            | Score | Visitante        |
| 1º | 21-09-2008 | Heroes Estuquiña | Estuquiña | Cobresol FBC     | 9–0   | Dinamo           |
| 2º | 24-09-2008 | Jorge Basadre    | Tacna     | Dinamo           | 1-1   | Defensor Pierola |
| 3º | 28-09-2008 | 9 Noviembre      | Camaná    | Defensor Pierola | 3-1   | Cobresol FBC     |
| 4º | 05-10-2008 | Jorge Basadre    | Tacna     | Dinamo           | 1-4   | Cobresol FBC     |
| 5º | 08-10-2008 | 9 Noviembre      | Camaná    | Defensor Pierola | 4-0   | Dinamo           |
| 6º | 12-10-2008 | Heroes Estuquiña | Estuquiña | Cobresol FBC     | 2-0   | Defensor Pierola |

#### Grupo B
| Equipo              | PJ | PG | PE | PP | GF | GC | DG  | Pts |
| ------------------- | -- | -- | -- | -- | -- | -- | --- | --- |
| IDUNSA              | 4  | 3  | 1  | 0  | 15 | 3  | +12 | 10  |
| Atlético Huracán    | 4  | 1  | 1  | 2  | 9  | 10 | -1  | 4   |
| Municipal (Locumba) | 4  | 1  | 0  | 3  | 5  | 16 | -11 | 3   |

| \| Jor. \| Fecha \| Estadio \| Ciudad \| Local \| Score \| Visitante \| \| ---- \| ---------- \| ------------------- \| --------- \| -------------------- \| ----- \| ----------------- \| \| 1º \| 21-09-2008 \| Jorge Basadre \| Tacna \| Municipal de Locumba \| 1–5 \| IDUNSA \| \| 2º \| 24-09-2008 \| Heroes Estuquiña \| Estuquiña \| Atlético Huracán \| 4-0 \| Municipal Locumba \| \| 3º \| 28-09-2008 \| Monumental UNSA \| Arequipa \| IDUNSA \| 4-0 \| Atlético Huracán \| \| 4º \| 05-10-2008 \| Mariano Melgar \| Arequipa \| IDUNSA \| 4-0 \| Municipal Locumba \| \| 5º \| 08-10-2008 \| Héroes Alto Alianza \| Tacna \| Municipal Locumba \| 4-3 \| Atlético Huracán \| \| 6º \| 12-10-2008 \| Heroes Estuquiña \| Estuquiña \| Atlético Huracán \| 2-2 \| IDUNSA \| |            |                     |           |                      |       |                   |
| Jor. | Fecha      | Estadio             | Ciudad    | Local                | Score | Visitante         |
| 1º | 21-09-2008 | Jorge Basadre       | Tacna     | Municipal de Locumba | 1–5   | IDUNSA            |
| 2º | 24-09-2008 | Heroes Estuquiña    | Estuquiña | Atlético Huracán     | 4-0   | Municipal Locumba |
| 3º | 28-09-2008 | Monumental UNSA     | Arequipa  | IDUNSA               | 4-0   | Atlético Huracán  |
| 4º | 05-10-2008 | Mariano Melgar      | Arequipa  | IDUNSA               | 4-0   | Municipal Locumba |
| 5º | 08-10-2008 | Héroes Alto Alianza | Tacna     | Municipal Locumba    | 4-3   | Atlético Huracán  |
| 6º | 12-10-2008 | Heroes Estuquiña    | Estuquiña | Atlético Huracán     | 2-2   | IDUNSA            |

#### Semifinales
| Local ida        | Resultado global | Local vuelta | Ida   | Vuelta |
| ---------------- | ---------------- | ------------ | ----- | ------ |
| Defensor Piérola | 2 - 4            | IDUNSA       | 2 - 1 | 0 - 3  |
| Atlético Huracán | 0 - 14           | Cobresol FBC | 0 - 7 | 0 -7   |

| \| Jor. \| Fecha \| Estadio \| Ciudad \| Local \| Score \| Visitante \| \| ---- \| ---------- \| -------------- \| -------- \| ---------------- \| ----- \| ---------------- \| \| A-1 \| 19-10-2008 \| 9 Noviembre \| Camaná \| Defensor Pierola \| 2–1 \| IDUNSA \| \| A-1 \| 25-10-2008 \| Mariano Melgar \| Arequipa \| IDUNSA \| 3-0 \| Defensor Pierola \| |            |                |          |                  |       |                  |
| Jor. | Fecha      | Estadio        | Ciudad   | Local            | Score | Visitante        |
| A-1 | 19-10-2008 | 9 Noviembre    | Camaná   | Defensor Pierola | 2–1   | IDUNSA           |
| A-1 | 25-10-2008 | Mariano Melgar | Arequipa | IDUNSA           | 3-0   | Defensor Pierola |

| \| Jor. \| Fecha \| Estadio \| Ciudad \| Local \| Score \| Visitante \| \| ---- \| ---------- \| ---------------- \| --------- \| ---------------- \| ----- \| ---------------- \| \| A-2 \| 19-10-2008 \| Heroes Estuquiña \| Estuquiña \| Atlético Huracán \| 0–7 \| Cobresol FBC \| \| A-2 \| 25-10-2008 \| Heroes Estuquiña \| Estuquiña \| Cobresol FBC \| 7-0 \| Atlético Huracán \| |            |                  |           |                  |       |                  |
| Jor. | Fecha      | Estadio          | Ciudad    | Local            | Score | Visitante        |
| A-2 | 19-10-2008 | Heroes Estuquiña | Estuquiña | Atlético Huracán | 0–7   | Cobresol FBC     |
| A-2 | 25-10-2008 | Heroes Estuquiña | Estuquiña | Cobresol FBC     | 7-0   | Atlético Huracán |

#### Final Regional
| Local        | Resultado  | Local  |
| ------------ | ---------- | ------ |
| Cobresol FBC | 0-0 5-4(p) | IDUNSA |

| \| Jor. \| Fecha \| Estadio \| Ciudad \| Local \| Score \| Visitante \| \| ---- \| ---------- \| ------------------- \| --------- \| ------------ \| --------- \| --------- \| \| A-1 \| 01-11-2008 \| Héroes de Estuquiña \| Estuquiña \| Cobresol FBC \| 0(5)-0(4) \| IDUNSA \| |            |                     |           |              |           |           |
| Jor. | Fecha      | Estadio             | Ciudad    | Local        | Score     | Visitante |
| A-1 | 01-11-2008 | Héroes de Estuquiña | Estuquiña | Cobresol FBC | 0(5)-0(4) | IDUNSA    |

### Región VIII
| Departamento  | Club                | Ciudad           |
| ------------- | ------------------- | ---------------- |
| Apurímac      | Sport Municipal     | San Jerónimo     |
| Apurímac      | Deportivo Educación | Abancay          |
| Cusco         | Deportivo Garcilaso | Cusco            |
| Cusco         | Atlético Santa Rosa | Quillabamba      |
| Madre de Dios | Juventud La Joya    | Puerto Maldonado |
| Madre de Dios | Minsa FBC           | Puerto Maldonado |
| Puno          | Diablos Rojos       | Juliaca          |
| Puno          | Policial Santa Rosa | Puno             |
| Puno          | Alfonso Ugarte      | Puno             |

#### Grupo A
| Equipo          | PJ | PG | PE | PP | GF | GC | DG | Pts |
| --------------- | -- | -- | -- | -- | -- | -- | -- | --- |
| Pol. Santa Rosa | 6  | 4  | 1  | 1  | 12 | 6  | +6 | 13  |
| Garcilaso       | 6  | 3  | 2  | 1  | 9  | 6  | +3 | 11  |
| DEA             | 5  | 1  | 1  | 3  | 5  | 7  | -2 | 4   |
| Minsa           | 5  | 1  | 0  | 4  | 5  | 12 | -7 | 3   |

#### Grupo B
| Equipo                   | PJ | PG | PE | PP | GF | GC | DG | Pts |
| ------------------------ | -- | -- | -- | -- | -- | -- | -- | --- |
| Diablos Rojos            | 8  | 5  | 2  | 1  | 15 | 11 | +4 | 17  |
| Municipal (San Jerónimo) | 8  | 5  | 1  | 2  | 17 | 8  | +9 | 16  |
| Atl. Santa Rosa          | 7  | 2  | 1  | 4  | 7  | 9  | -2 | 7   |
| Juventud La Joya         | 7  | 2  | 1  | 4  | 9  | 13 | -4 | 7   |
| Alfonso Ugarte           | 8  | 2  | 1  | 5  | 8  | 15 | -7 | 7   |

#### Final regional
| Local ida           | Resultado global | Local vuelta  | Ida | Vuelta |
| ------------------- | ---------------- | ------------- | --- | ------ |
| Policial Santa Rosa | 0-4              | Diablos Rojos | 0:2 | 0:2    |

## Etapa Nacional

### Octavos de final
| Local ida           | Resultado global | Local vuelta             | Ida   | Vuelta |
| ------------------- | ---------------- | ------------------------ | ----- | ------ |
| Defensor Porvenir   | 2 - 4            | Atlético Torino          | 0 - 3 | 2 - 1  |
| Comerciantes Unidos | 1 - 4            | Renovación Pacífico      | 1 - 0 | 0 -4   |
| Tecnológico Suiza   | 1 - 2            | Íntimos Cable Visión     | 1 - 0 | 0 - 2  |
| Unión Supe          | 2 - 2 2-4(p)     | Colegio Nacional Iquitos | 1 - 1 | 1 - 1  |
| Sport Huamanga      | 4 - 4 3-1(p)     | Alianza Universidad      | 3 - 1 | 1 - 3  |
| Municipal (Acoria)  | 0 - 4            | Sport Huancayo           | 0 - 1 | 0 -3   |
| Policial Santa Rosa | 1 - 4            | Cobresol FBC             | 1 - 1 | 0 - 3  |
| IDUNSA              | 2 - 1            | Diablos Rojos            | 1 - 0 | 1 -1   |

| \| Jor. \| Fecha \| Estadio \| Ciudad \| Local \| Score \| Visitante \| \| ---- \| ---------- \| ----------------- \| ------------ \| -------------------- \| --------- \| -------------------- \| \| A \| 09-11-2008 \| Mansiche \| Trujillo \| Defensor Porvenir \| 0–3 \| Atlético Torino \| \| A \| 16-11-2008 \| Campeonísimo \| Talara \| Atlético Torino \| 1-2 \| Defensor Porvenir \| \| B \| 09-11-2008 \| Juan Maldonado \| Cutervo \| Comerciantes Unidos \| 1-0 \| Renovación Pacífico \| \| B \| 16-11-2008 \| Mariscal Caceres \| Tumbes \| Renovación Pacifico \| 4-0 \| Comerciantes Unidos \| \| C \| 09-11-2008 \| Aliardo Soria \| Pucallpa \| Tecnológico \| 1-0 \| Íntimos Cable Visión \| \| C \| 16-11-2008 \| Monumental \| Lima \| Íntimos Cable Visión \| 2-0 \| Tecnológico \| \| D \| 09-11-2008 \| Edgardo Reyes \| Supe \| Unión Supe \| 1-1 \| CNI \| \| D \| 16-11-2008 \| Max Augustín \| Iquitos \| CNI \| 1(4)-1(2) \| Unión Supe \| \| E \| 09-11-2008 \| Ciudad de Cumaná \| Ayacucho \| Sport Huamanga \| 3-1 \| Alianza Universidad \| \| E \| 16-11-2008 \| Heraclio Tapia \| Huánuco \| Alianza Universidad \| 3(1)-2(3) \| Sport Humanga \| \| F \| 09-11-2008 \| IPD Huancavelica \| Huancavelica \| Municipal Acoria \| 0-1 \| Sport Huancayo \| \| F \| 16-11-2008 \| IV Centenario \| Huancayo \| Sport Huancayo \| 3-0 \| Municipal Acoria \| \| G \| 09-11-2008 \| Torres Belón \| Puno \| Policial Santa Rosa \| 1-1 \| Cobresol FBC \| \| G \| 16-11-2008 \| Heroes Estuquiña \| Estuquiña \| Cobresol FBC \| 3-0 \| Policial Santa Rosa \| \| H \| 08-11-2008 \| Mariano Melgar \| Arequipa \| IDUNSA \| 1–0 \| Diablos Rojos \| \| H \| 16-11-2008 \| Guillermo Briceño \| Juliaca \| Diablos Rojos \| 1-1 \| IDUNSA \| |            |                   |              |                      |           |                      |
| Jor. | Fecha      | Estadio           | Ciudad       | Local                | Score     | Visitante            |
| A | 09-11-2008 | Mansiche          | Trujillo     | Defensor Porvenir    | 0–3       | Atlético Torino      |
| A | 16-11-2008 | Campeonísimo      | Talara       | Atlético Torino      | 1-2       | Defensor Porvenir    |
| B | 09-11-2008 | Juan Maldonado    | Cutervo      | Comerciantes Unidos  | 1-0       | Renovación Pacífico  |
| B | 16-11-2008 | Mariscal Caceres  | Tumbes       | Renovación Pacifico  | 4-0       | Comerciantes Unidos  |
| C | 09-11-2008 | Aliardo Soria     | Pucallpa     | Tecnológico          | 1-0       | Íntimos Cable Visión |
| C | 16-11-2008 | Monumental        | Lima         | Íntimos Cable Visión | 2-0       | Tecnológico          |
| D | 09-11-2008 | Edgardo Reyes     | Supe         | Unión Supe           | 1-1       | CNI                  |
| D | 16-11-2008 | Max Augustín      | Iquitos      | CNI                  | 1(4)-1(2) | Unión Supe           |
| E | 09-11-2008 | Ciudad de Cumaná  | Ayacucho     | Sport Huamanga       | 3-1       | Alianza Universidad  |
| E | 16-11-2008 | Heraclio Tapia    | Huánuco      | Alianza Universidad  | 3(1)-2(3) | Sport Humanga        |
| F | 09-11-2008 | IPD Huancavelica  | Huancavelica | Municipal Acoria     | 0-1       | Sport Huancayo       |
| F | 16-11-2008 | IV Centenario     | Huancayo     | Sport Huancayo       | 3-0       | Municipal Acoria     |
| G | 09-11-2008 | Torres Belón      | Puno         | Policial Santa Rosa  | 1-1       | Cobresol FBC         |
| G | 16-11-2008 | Heroes Estuquiña  | Estuquiña    | Cobresol FBC         | 3-0       | Policial Santa Rosa  |
| H | 08-11-2008 | Mariano Melgar    | Arequipa     | IDUNSA               | 1–0       | Diablos Rojos        |
| H | 16-11-2008 | Guillermo Briceño | Juliaca      | Diablos Rojos        | 1-1       | IDUNSA               |

### Cuartos de final
| Local ida                | Resultado global | Local vuelta         | Ida   | Vuelta |
| ------------------------ | ---------------- | -------------------- | ----- | ------ |
| Renovación Pacífico      | 3 - 3            | Atlético Torino      | 2 - 2 | 1 - 1  |
| Colegio Nacional Iquitos | 3 - 3            | Íntimos Cable Visión | 1 - 0 | 2 - 3  |
| Sport Huancayo           | 4 - 4            | Sport Huamanga       | 3 - 0 | 1 - 4  |
| IDUNSA                   | 5 - 5            | Cobresol FBC         | 5 - 1 | 0 - 4  |

| \| Jor. \| Fecha \| Estadio \| Ciudad \| Local \| Score \| Visitante \| \| ---- \| ---------- \| ---------------- \| --------- \| -------------------- \| ----- \| -------------------- \| \| 1 \| 23-11-2008 \| Mariscal Caceres \| Tumbes \| Renovación Pacífico \| 2-2 \| Atlético Torino \| \| 1 \| 30-11-2008 \| Campeonísimo \| Talara \| Atlético Torino \| 1-1 \| Renovación Pacífico \| \| 2 \| 23-11-2008 \| Max Augustín \| Iquitos \| CNI \| 1-0 \| Íntimos Cable Visión \| \| 2 \| 30-11-2008 \| Monumental \| Lima \| Íntimos Cable Visión \| 3-2 \| CNI \| \| 3 \| 23-11-2008 \| IV Centenario \| Huancayo \| Sport Huancayo \| 3-0 \| Sport Huamanga \| \| 3 \| 30-11-2008 \| Ciudad de Cumaná \| Ayacucho \| Sport Huamanga \| 4-1 \| Sport Huancayo \| \| 4 \| 23-11-2008 \| Mariano Melgar \| Arequipa \| IDUNSA \| 5-1 \| Cobresol FBC \| \| 4 \| 30-11-2008 \| Héroes Estuquiña \| Estuquiña \| Cobresol FBC \| 4-0 \| IDUNSA \| |            |                  |           |                      |       |                      |
| Jor. | Fecha      | Estadio          | Ciudad    | Local                | Score | Visitante            |
| 1 | 23-11-2008 | Mariscal Caceres | Tumbes    | Renovación Pacífico  | 2-2   | Atlético Torino      |
| 1 | 30-11-2008 | Campeonísimo     | Talara    | Atlético Torino      | 1-1   | Renovación Pacífico  |
| 2 | 23-11-2008 | Max Augustín     | Iquitos   | CNI                  | 1-0   | Íntimos Cable Visión |
| 2 | 30-11-2008 | Monumental       | Lima      | Íntimos Cable Visión | 3-2   | CNI                  |
| 3 | 23-11-2008 | IV Centenario    | Huancayo  | Sport Huancayo       | 3-0   | Sport Huamanga       |
| 3 | 30-11-2008 | Ciudad de Cumaná | Ayacucho  | Sport Huamanga       | 4-1   | Sport Huancayo       |
| 4 | 23-11-2008 | Mariano Melgar   | Arequipa  | IDUNSA               | 5-1   | Cobresol FBC         |
| 4 | 30-11-2008 | Héroes Estuquiña | Estuquiña | Cobresol FBC         | 4-0   | IDUNSA               |

### Cuadrangular final

#### Fecha 1
| 7 de diciembre de 2008, 13:00 | Colegio Nacional Iquitos | 1:0 (1:0) | Sport Huancayo | Estadio Monumental, Lima |                         |
|                               | Roberto Valenzuela 20'   | Reporte   |                | Árbitro(s): Percy Rojas  | Árbitro(s): Percy Rojas |

| 7 de diciembre de 2008, 15:00 | Atlético Torino                        | 2:1 (0:0) | Cobresol         | Estadio Monumental, Lima         |                                  |
|                               | Paul García 57' · Ronald Ramírez 90+2' | Reporte   | Héctor Rojas 76' | Árbitro(s): Víctor Hugo Carrillo | Árbitro(s): Víctor Hugo Carrillo |

#### Fecha 2
| 9 de diciembre de 2008, 18:00 | Atlético Torino | 0:2 (0:1) | Sport Huancayo                       | Estadio Monumental, Lima     |                              |
|                               |                 | Reporte   | Jesús Reyes 43' · Wilmer Vásquez 71' | Árbitro(s): Albert Caballero | Árbitro(s): Albert Caballero |

| 9 de diciembre de 2008, 20:30 | Colegio Nacional Iquitos                   | 2:2 (1:1) | Cobresol                            | Estadio Monumental, Lima |                          |
|                               | Carlos Barrena 28' · Pedro Sanguinetti 86' | Reporte   | José Croveto 25' · Héctor Rojas 70' | Árbitro(s): Manuel Garay | Árbitro(s): Manuel Garay |

#### Fecha 3
| 11 de diciembre de 2008, 18:00 | Sport Huancayo                    | 2:1 (1:0) | Cobresol          | Estadio Monumental, Lima    |                             |
|                                | Jesús Reyes 44' · Edgar Palma 58' | Reporte   | Miguel Vinces 89' | Árbitro(s): Fredy Arellanos | Árbitro(s): Fredy Arellanos |

| 11 de diciembre de 2008, 20:00 | Colegio Nacional Iquitos | 1:1 (0:0) | Atlético Torino    | Estadio Monumental, Lima    |                             |
|                                | Óscar Guerra 58' (ag)    | Reporte   | Edson Muriches 62' | Árbitro(s): Georges Buckley | Árbitro(s): Georges Buckley |

#### Tabla final
| Equipo                   | PJ | PG | PE | PP | GF | GC | DG | Pts |
| ------------------------ | -- | -- | -- | -- | -- | -- | -- | --- |
| Sport Huancayo           | 3  | 2  | 0  | 1  | 4  | 2  | +2 | 6   |
| Colegio Nacional Iquitos | 3  | 1  | 2  | 0  | 4  | 3  | +1 | 5   |
| Atlético Torino          | 3  | 1  | 1  | 1  | 3  | 4  | -1 | 4   |
| Cobresol                 | 3  | 0  | 1  | 2  | 4  | 6  | -2 | 1   |

|  | Primera División Peruana 2009 |
|  | Segunda División Peruana 2009 |
|                                   |
| Campeón Sport Huancayo 1.º título |